# 第92歩兵連隊 (フランス軍)
第92歩兵連隊（だいきゅうじゅうにほへいれんたい、92e régiment d'infanterie de ligne：92e RI）は、ピュイ＝ド＝ドーム県クレルモン＝フェランに駐屯する、フランス陸軍の機械化歩兵連隊である。かつては第3機械化歩兵旅団の隷下にあったが、2016年6月16日をもって同旅団が解隊されたため、現在は第2機甲旅団の隷下となっている。
兵種は歩兵、伝統的区分も歩兵である。

## 沿革
- 1698年：アイルランド旅団が創設される。
- 1775年：王太子妃付き部隊となる。
- 1791年：第92歩兵連隊となる。
- 1796年：第92歩兵准旅団に改編される。
- 1803年：第92戦列歩兵連隊に改編される。リヴォリ、アウステルリッツ、イエナの会戦で勇名を馳せる。
- 1837年：アルジェリア征服戦に参加。
- 1916年：ヴェルダン、ソンムの両会戦に参加。
- 1940年：リール周辺において独軍と交戦、後にクレルモン＝フェランまで後退。
- 1952年：アルジェリア戦争に参加。
- 1982年：バルカン半島諸国（主にギリシャ）において駐留。訓練支援や防衛支援に当たる。

## 最新の部隊編成
- 連隊本部
- 本部管理中隊
- 第1中隊 - AMX-10P
- 第2中隊 - AMX-10P
- 第3中隊 - AMX-10P
- 第4中隊 - AMX-10P
- 偵察・支援中隊（1個偵察小隊、1個対戦車小隊、1個重迫撃砲小隊含む）
- 管理支援中隊（武器・車両・通信の整備など）
- 予備訓練中隊

### 定員
- 連隊の人員構成は、約1,200名からなる。
- AMX-10Pを65両、約200台の車両を装備する。

## 主要装備
- GIAT BM92-G1
- FA-MAS
- FR-F2
- AAT-F1
- AA-52
- 12.7mm重機関銃
- RTF1 120mm迫撃砲
- 81mm迫撃砲
- ERYX
- ミラン
- HOT
- AMX-10P
- VAB
- VAL
- P4
- TRM 2000
- TRM 10000
- GBC 180